# Jordi Planasdemunt i Gubert
Jordi Planasdemunt i Gubert (Breda, la Selva 1928 - 1998), economista i polític català. Fou secretari general de la Borsa de Barcelona fins a 1980, després fou director general del Tresor i Patrimoni i més tard ho fou de Política Financera de la Generalitat de Catalunya. Ocupà el càrrec de conseller d'Economia i Finances durant 1982 i 1983, substituint l'històric Ramon Trias Fargas. Després d'abandonar el Departament fou nomenat síndic de la Borsa de Barcelona, càrrec que desenvolupà fins a 1989, any que Trias Fargas, de nou conseller d'Economia, li encarregà la direcció general de l'Institut Català de Finances (ICF). L'any 1994, mentre desenvolupava aquest càrrec, es va veure implicat de ple en el cas BFP. BFP fou una empresa creada pel mateix Planasdemunt que organitzà una xarxa de pagarés falsos per valor de 4.000 milions de pessetes. Per aquest delicte fou condemnat a set anys de presó pel jutge Lluís Pascual Estevill. D'aquests només en complí tres, perquè el 1997 l'alliberaren per raons de salut. Planasdemunt morí l'any següent a Barcelona, als 70 anys.